# 낭하상목
낭하상목(囊蝦上目, Peracarida)은 대형 갑각류 상목의 하나로, 해양과 담수 그리고 육상 서식 종을 포함하고 있다. 다리가 붙어 있는 가슴의 얇고 평평한 판으로 이루어진, 육방(育房, brood pouch) 또는 육아낭(育兒囊, marsupium)을 가진 갑각류로 간략하게 정의한다.

낭하류 턱뼈의 일반적인 바우플랜: 1. 어금니돌기, 2. 등뼈, 3. 동악엽(動顎葉), 4. 송곳니돌기, 5. 더듬이

## 분류
아래의 목을 포함하고 있다.
- 낭하상목 (Peracarida) Calman, 1904
  - 단각목 (Amphipoda) Latreille, 1816
  - 쿠마목 (Cumacea) Krøyer, 1846
  - 등각목 (Isopoda) Latreille, 1817 - 쥐며느리 등
  - 로포가스테르목 (Lophogastrida) Sars, 1870
  - 혼각목 (Mictacea) Bowman, Garner, Hessler, Iliffe & Sanders, 1985
  - 곤쟁이목 (Mysida) Haworth, 1825
  - † Pygocephalomorpha Beurlen, 1930
  - 스펠라이오그리푸스목 (Spelaeogriphacea) Gordon, 1957
  - † Stygiomysida Tchindonova, 1981
  - 주걱벌레붙이목 (Tanaidacea) Dana, 1849
  - 테르모스바에나목 (Thermosbaenacea) Monod, 1927